# Juanita Hamel

Juanita Hamel,1922.

Juanita Hamel Early Fowle (DeSoto, Misuri, Estados Unidos, 27 de abril de 1891 - Hamilton, Islas Bermudas, Reino Unido, 12 de julio de 1939) fue una artista y escritora estadounidense cuyas historias e ilustraciones se publicaron en periódicos de todo Estados Unidos en las décadas de 1910 y 1920.

## Biografía
Juanita Hamel estudió en la Escuela de Bellas Artes de St. Louis de la Universidad de Washington en St. Louis.

"¡Otoño!" (1920) de Juanita Hamel para la St. Louis Republic

Para 1916, Hamel trabajaba como artista en el St. Louis Times. Poco después, se trasladó a Chicago y se unió al equipo del Chicago Herald. En 1920, se mudó a la ciudad de Nueva York. Sus ilustraciones, a menudo de mujeres jóvenes y atractivas con cabellos voluminosos,  se distribuían a nivel nacional a través del Hearst Newspaper Feature Syndicate. También ilustraba revistas y partituras musicales.  Su estilo a veces se considera influenciado por la dibujante de cómics Nell Brinkley. 
Las obras de ficción de Hamel incluyen "The Girls of the Second Floor Back" (serializada en 1916)  y "The Straight Girl on the Crooked Path" (serializada en 1917). 

## Vida personal
Juanita Hamel estuvo casada dos veces. Su primer matrimonio fue con el ilustrador John Vinton "Tim" Early en 1921,  que falleció en 1925.  Más tarde se casó con Alison Fowle, un lord inglés, y vivió en Hamilton, Bermuda, con visitas regulares a los Estados Unidos. Murió allí en 1939, a la edad de 48 años.  Las ilustraciones de Hamel se pueden encontrar en la Colección Swann de la Biblioteca del Congreso de los Estados Unidos. 